# نوكيا 6500 كلاسيك
نوكيا 6500 classic هو أحد أجهزة نوكيا، شركة الهواتف والتقنية النقالة. يأتي هذا الجهاز مع شاشة نوعها 240 * 320 24-بت (16.7 مليون) لون. تم إصدار هذا الجهاز في 2007. تقنيته/تردده هي GSM/UMTS. جيل الجهاز هو BB5.0. عامل الشكل (التصميم) للجهاز هو «قطعة حلوى». الجهاز يحتوي على كاميرا نوعها: 2.0 ميغابيكسل.